# Werner Hamel (Hockeyspieler)
Werner Hamel (* 9. Februar 1911 in Berlin; † 25. Juli 1987 in Hamburg) war ein deutscher Hockeyspieler.

## Karriere
Werner Hamel spielte für den Berliner HC. Der Stürmer debütierte 1932 in der deutschen Hockeynationalmannschaft. Bei den Olympischen Spielen 1936 in Berlin gehörten mit Alfred Gerdes, Werner Hamel, Erwin Keller, Herbert Kemmer und Heinz Schmalix fünf Spieler des Berliner HC zum deutschen Aufgebot. Alle fünf Berliner spielten auch im Finale mit, auch Hamel, der zuvor nur in einem Spiel zum Einsatz gekommen war, aber dort gegen Afghanistan einen Treffer erzielt hatte. Das Finale gewannen die damals als unschlagbar geltenden Inder mit 8:1. Insgesamt wirkte Werner Hamel von 1932 bis 1937 in zwölf Länderspielen mit.